# Oldenlandia lapeyrousii
Oldenlandia lapeyrousii là một loài thực vật có hoa trong họ Thiến thảo. Loài này được (DC.) Terrell & H.Rob. mô tả khoa học đầu tiên năm 2003.